# Galdmaa Baatar
Galdmaa Baatar (kalmouk : Һалдма, mongol cyrillique : Галдмаа баатар), né en 1635 et décédé entre 1668 et 1669 est un taij (mongol cyrillique : тайж, chevalier ou noble) mongol qoshot. Il est le fils de Ochirt Tsetsen Khan. qui règne sur le Khanat qoshot.